# Альбани, Маттиас (старший)
Матти́ас Альба́ни (итал. Mattia Albani; 1621—1673) — прославленный итальянский скрипичный мастер.
Родился в 1621 году в городе Больцано в графстве Тироль (сейчас итальянский регион Трентино — Альто-Адидже).
Был одним из лучших учеников Якоба Штайнера. Свои самые известные скрипки сделал в середине XVII века.
Скончался в Боцене в 1673 году.
Его сын, которого тоже звали Маттиасом, прославился даже больше отца. Родился в середине XVII столетия. Учился сначала у своего отца, потом работал у Амати в Кремоне и наконец поселился в Риме. Его лучшие скрипки, ценимые почти наравне со скрипками Амати, были сделаны в конце XVII — начале XVIII века. Альтом его работы 1693 года, занимающим важное место в сюжете романа В. В. Орлова «Альтист Данилов», владеет заглавный герой романа.